# Adobe Contribute
Adobe Contribute (anteriorment Macromedia Contribute) és un programari descatalogat d'Adobe Systems per a editar el contingut d'un lloc web. Inclou connectors per a Internet Explorer i Mozilla Firefox que permeten als usuaris treballar directament des del navegador.